# 나가월드 FC
나가월드 FC(ណាហ្គាវើលដ៏)는 캄보디아의 축구단이다. 현재 C리그에 참가하고 있다.

## 우승
- C리그: 2007, 2009, 2018
- 훈센컵: 2013

## 선수 명단

### 현역
- 소스 소우하나(2016 ~ )
- 야티 소우(2018 ~ )
- 쿠치 소쿰펙(2015 ~ )
- 마르케스 마르시오
- 마테우스 마르틴스
- 크리스티안
- 키쿠치 유타

## 역대 감독
| 감독      | 임기   |
| --------- | ------ |
| 킴 보레이 | 2022 ~ |